# 野蚕
野蚕（やさん）は、家畜化された蚕（家蚕）の対義語で、絹糸を生成する野生の昆虫のうち人間が利用してきたものの総称である。野蚕からとった絹糸を「ワイルドシルク」とも呼ぶ。
クワコ(Wild Silkmoth) 、ヤママユ(Japanese Oak Silkmoth) 、ウスタビガなどが知られ、そのいずれもがカイコガ科 (Bonbycidae)、ヤママユガ科 (Saturniidae)、ギョウレツケムシ科 (Thaumetopoeidae) 及びカレハガ科 (Lasiocampidae)に含まれ、多くはヤママユガ科に属する。
糸をつくる能力を持つ絹糸昆虫は約10万種いる。

## 概要
野蚕は全くの人為的管理がされていないということではなく、飼養管理や品種改良も行われている。また、エリサン Samia ricini は屋内で飼養されるが、野蚕に含められる。
1. 天蚕（）
ヤママユガの繭で、家蚕のものより光沢があり張度が強い。緑がかった薄茶色の繭ができ、野生のものでは繭の色がまちまちである。家蚕の糸より染色しづらい。雌雄により異なるが、1つの繭から得られる糸は600 m 前後である。糸は扁平な三角形の断面をもつ。
野生のものは現在使われておらず、市場に出回る山繭糸は全て人工飼育されている。
2. 柞蚕（）
中国由来のヤママユガの亜種である。天蚕が年に1回繭を作るのに対し、柞蚕は年に2回集繭できる。
薄茶色の繭ができ、飼育下では均一な色の繭をつくることも可能。
日本国内で飼育されているものは、全て人工飼育されている。
3. その他
野蚕には、他にもクスサン、シンジュサン、ヨナグニサン（与那国蚕）などが存在する。小規模であるが、シンジュサンとエリサンの交配種から絹糸が生産されている。インド北東部アッサム地方では、金色の糸を吐くムガサンが利用されている[2]。

日本では、日本野蚕学会が活動しているほか、東京・深川にワイルドシルクミュージアムという私設博物館がある。

## 関連外部リンク
- 日本野蚕学会